# Dedekindscher Schnitt
Ein Dedekindscher Schnitt ist in der mathematischen Ordnungstheorie eine spezielle Partition der rationalen Zahlen, mit deren Hilfe sich eine reelle Zahl darstellen lässt. Auf diese Weise kann man die reellen Zahlen aus den rationalen Zahlen konstruieren. Benannt ist diese „Methode der Dedekindschen Schnitte“ nach dem deutschen Mathematiker Richard Dedekind, obwohl solche Partitionen schon vorher vom Franzosen Joseph Bertrand beschrieben wurden, wie Detlef Spalt entdeckt hat. Sie kann allgemein zur Vervollständigung von Ordnungen verwendet werden, die wie die rationalen Zahlen in sich dicht liegen. Auch bei dieser Verallgemeinerung der Methode sind die Bezeichnungen üblich, die in diesem Artikel definiert und benutzt werden.
Definiert man die reellen Zahlen axiomatisch, so kann man Dedekindsche Schnitte verwenden, um die Ordnungsvollständigkeit der reellen Zahlen zu sichern. In diesem Fall spricht man dann von dem Axiom vom Dedekindschen Schnitt oder kurz vom Schnittaxiom.

## Definition
Dedekindsche Schnitte werden durch ein geordnetes Paar von Teilmengen rationaler Zahlen {\displaystyle \alpha } (Untermenge) und {\displaystyle \beta } (Obermenge) über folgende Axiome definiert:
1. Jede rationale Zahl liegt in genau einer der Mengen {\displaystyle \alpha }, {\displaystyle \beta }.[3]
2. Weder {\displaystyle \alpha } noch {\displaystyle \beta } ist leer.
3. Jedes Element von {\displaystyle \alpha } ist kleiner als jedes Element von {\displaystyle \beta }.
4. {\displaystyle \alpha } hat kein größtes Element, das heißt, für jedes {\displaystyle p\in \alpha } gibt es ein {\displaystyle r\in \alpha } mit {\displaystyle p<r}.

Da jeweils die Untermenge {\displaystyle \alpha } oder die Obermenge {\displaystyle \beta } für sich einen Schnitt festlegen, kann man auch die folgende Definition benutzen:
Eine Teilmenge {\displaystyle \alpha } der rationalen Zahlen ist genau dann Untermenge eines Dedekindschen Schnitts, wenn die folgenden Bedingungen erfüllt sind:
1. {\displaystyle \alpha } ist nicht leer und umfasst nicht alle rationalen Zahlen ({\displaystyle \alpha \neq \mathbb {Q} }).
2. {\displaystyle \alpha } ist eine nach unten unbeschränkte Menge, das heißt, wenn {\displaystyle p\in \alpha }, {\displaystyle q\in \mathbb {Q} } und {\displaystyle p>q}, dann ist auch {\displaystyle q\in \alpha }.
3. {\displaystyle \alpha } enthält kein größtes Element.

Diese drei Bedingungen lassen sich zusammenfassend so formulieren: {\displaystyle \alpha } ist ein offenes, nach unten unbeschränktes und nach oben beschränktes Intervall von rationalen Zahlen.
Statt „Untermenge eines Dedekindschen Schnitts“ wird in der Literatur auch die Bezeichnung „offener Anfang“ verwendet. Manchmal wird die Untermenge eines Dedekindschen Schnitts auch selbst als „Schnitt“ bezeichnet.

## Konstruktion der reellen Zahlen
Man definiert die Menge {\displaystyle \mathbb {R} } der reellen Zahlen als die Menge aller (Dedekindschen) Schnitte in {\displaystyle \mathbb {Q} }. Der Einfachheit halber werden im Folgenden wie oben beschrieben nur die Untermengen von Dedekindschen Schnitten betrachtet und als „Schnitte“ bezeichnet. In die Menge aller Schnitte bettet man die rationalen Zahlen ein, indem man jeder Zahl als Schnitt die Menge aller kleineren Zahlen zuordnet. Der rationalen Zahl {\displaystyle x\in \mathbb {Q} } ordnet man also den Schnitt
{\displaystyle x^{*}:=\{s\in \mathbb {Q} \mid s<x\}}
zu.
Aber auch die irrationalen Zahlen lassen sich durch Schnitte darstellen. Die Zahl {\displaystyle {\sqrt {2}}} entspricht zum Beispiel dem Schnitt
{\displaystyle \{s\in \mathbb {Q} \mid s<0{\text{ oder }}s^{2}<2\}\,}.
Damit man die Schnitte sinnvoll „Zahlen“ nennen kann, muss man die Rechenoperationen und die Ordnung der neuen Zahlen so festsetzen, dass sie die Rechenoperationen auf den rationalen Zahlen und deren Ordnung fortsetzen.
Seien dazu {\displaystyle \alpha } und {\displaystyle \beta } zwei beliebige Schnitte.

### Ordnung
Man setzt {\displaystyle \alpha <\beta } genau dann, wenn {\displaystyle \alpha } echte Teilmenge von {\displaystyle \beta } ist.
Dies definiert eine strenge Totalordnung auf {\displaystyle \mathbb {R} }. Diese ist sogar (nach Konstruktion) ordnungsvollständig, das heißt jede beschränkte Teilmenge besitzt ein Supremum.
Ist nämlich {\displaystyle A} eine Menge von Schnitten und {\displaystyle \beta } eine obere Schranke, so ist also jeder Schnitt {\displaystyle \alpha \in A} eine Teilmenge von {\displaystyle \beta }. Die Vereinigung aller {\displaystyle \alpha \in A} ist dann auch ein Schnitt, die kleinste obere Schranke von {\displaystyle A}.

### Addition
Man definiert {\displaystyle \alpha +\beta :=\{r+s\mid r\in \alpha ,s\in \beta \}}.
Man kann zeigen, dass dies tatsächlich eine Addition, also eine kommutative, assoziative Verknüpfung, definiert und dass es zu jedem Schnitt {\displaystyle \alpha } ein additiv inverses Element {\displaystyle -\alpha } gibt. Des Weiteren fällt die Definition dieser Addition mit der bereits bekannten Addition auf {\displaystyle \mathbb {Q} } zusammen.

### Multiplikation
Für {\displaystyle \alpha >0^{*}} und {\displaystyle \beta >0^{*}} definiert man die Multiplikation wie folgt:
{\displaystyle \alpha \cdot \beta :=\{p\in \mathbb {Q} \mid \exists \,r\in \alpha ,s\in \beta ,r,s>0\colon p\leq r\cdot s\}}
Diese Multiplikation kann man auf ganz {\displaystyle \mathbb {R} } ausdehnen, indem man
{\displaystyle \alpha \cdot 0^{*}:=0^{*}\cdot \alpha :=0^{*}}
und
{\displaystyle \alpha \cdot \beta :={\begin{cases}(-\alpha )\cdot (-\beta )&\alpha ,\beta <0^{*}\\-((-\alpha )\cdot (\beta ))&\alpha <0^{*},\beta >0^{*}\\-((\alpha )\cdot (-\beta ))&\alpha >0^{*},\beta <0^{*}\end{cases}}}
definiert. Auch diese Multiplikation ist assoziativ, kommutativ und es gibt zu jedem {\displaystyle a\neq 0} ein Inverses {\displaystyle a^{-1}}. Zudem fällt diese Multiplikation auch mit der auf {\displaystyle \mathbb {Q} } zusammen, falls die Faktoren rational sind.

## Verallgemeinerungen
- Wendet man die Konstruktion Dedekindscher Schnitte erneut auf die geordnete Menge {\displaystyle (\mathbb {R} ,<)} an, so entstehen keine neuen Elemente, jeder Schnitt entsteht durch eine zugehörige Schnittzahl. Diese Eigenschaft wird auch als Schnittaxiom bezeichnet und ist fast wörtlich äquivalent zum Supremumsaxiom.

- Jede (in sich) dichte strenge Totalordnung (M,<) lässt sich mit Hilfe von Dedekindschen Schnitten (auf M statt {\displaystyle \mathbb {Q} }) in eine ordnungsvollständige Ordnung N einbetten. Im Sinne der Ordnungstheorie ist eine total geordnete Menge in sich dicht geordnet, wenn zwischen zwei verschiedenen Elementen stets ein drittes liegt. Ob und wie sich andere auf M vorhandene Strukturen (wie hier die Verknüpfungen Addition und Multiplikation) „sinnvoll“ auf N fortsetzen lassen, hängt vom speziellen Anwendungsfall ab (vergleiche hierzu Ordnungstopologie).

- Eine zu den Dedekindschen Schnitten sehr ähnliche Methode wird zur Konstruktion der surrealen Zahlen benutzt.